# Parque da Cidade de Niterói
O Parque da Cidade de Niterói é uma área de preservação ambiental (APA) do município de Niterói, localizado no alto do morro da Viração, em Niterói, Rio de Janeiro, numa altitude de 270 m, ocupando uma área de 149 388,90 m². Inaugurado em 1976, possui dois mirantes com visões panorâmicas únicas das Lagunas, Praias Oceânicas, bairros de Niterói, Baía de Guanabara em toda a sua extensão e do mar aberto até onde a vista consegue alcançar. Avista-se também a cidade do Rio de Janeiro com alguns de seus bairros, Ponte Rio - Niterói e os principais pontos turísticos do RJ. O Parque conta com duas rampas para a prática de voo livre, trilhas para Downhill e Trekking, Parquinhos, Lanchonete e área para exposições.
Do Parque podem ser vistas as praias de Piratininga, Itaipu, Camboinhas, São Francisco, Jurujuba, Charitas e Icaraí.